# ГЕС Estreito
ГЕС Estreito — гідроелектростанція в Бразилії на межі штатів Мараньян і Токантінс. Знаходячись між ГЕС Lajeado (вище за течією) та ГЕС Тукуруй, входить до складу каскаду на річці Токантінс, яка починається на Бразильському нагір'ї неподалік столиці країни Бразиліа та тече на північ до впадіння в річку Пара (правий рукав дельти Амазонки). Також можна відзначити, що існують плани спорудження вище від станції Estreito ще однієї ГЕС Тупіратінс.
У межах проекту річку перекрили земляною/кам'яно-накидною з глиняним ядром греблею висотою 47 метрів та довжиною 480 метрів. Крім того, між водозливами та лівим берегом розташована допоміжна гребля висотою 30 метрів та довжиною 73 метри. Разом вони утримують водосховище з площею поверхні 555 км2 (під час повені до 700 км2) та об'ємом 5,4 млрд м3 (корисний об'єм 5,1 млрд м3), рівень поверхні якого в операційному режимі лише незначно змінюється між позначками 155,5 та 156 метрів НРМ (у випадку повені він може зростати до 158 метрів НРМ). При цьому рівень води у нижньому б'єфі коливається між 130 та 136 метрів НРМ (епізодично підвищується до 152,7 метра НРМ).
Інтегрований у греблю машинний зал обладнано вісьмома турбінами типу Каплан потужністю по 135,9 МВт, які при напорі у 18,9 метра забезпечують виробництво 5,6 млрд кВт-год електроенергії на рік.
Видача продукції відбувається по ЛЕП, розрахованій на роботу під напругою 500 кВ.